# Josef Stauder
Josef Stauder (* 16. Februar 1897 in Radevormwald; † 10. April 1981 in Berlin) war ein deutscher Autor, Schauspieler, Film- und Theaterregisseur und Intendant.

## Leben und Wirken
Stauder, der jüdisch-polnischer Herkunft war, arbeitete in der Vorkriegszeit als Theaterregisseur u. a. am Stadttheater Mainz, an dem er Die Nacht der Könige von Julius Maria Becker inszenierte. In der Nachkriegszeit (nach Berufung durch Max Burghardt) zunächst als Regisseur am Leipziger Theater der Jungen Welt und später ab 1953 Intendant des Berliner Theater der Freundschaft.
Zu Stauders Inszenierungen gehörten Morgendämmerung über Moskau (1951, nach Arkadi Gaidar), Tom Sawyers grosses Abenteuer (1954, von Hanuš Burger/Stefan Heym), Schneeball (1955, u. a. mit Ursula Am Ende, Elfriede Florin, Peter Groeger), Wie der Stahl gehärtet wurde (1955/56, von Miloslav Stehlik, u. a. mit Uwe-Jens Pape), Schwanda, der Dudelsackpfeifer von Strakonitz von Josef Kajetán Tyl (1956), Das Untier von Samarkand von Anna Elisabeth Wiede (1957), Das Blaue Licht (1958, u. a. mit Hannes W. Braun, Rainer R. Lange, Johanna Clas, Annemarie Hummel); ferner Engel küssen keine fremden Herrn. Seine erste Regiearbeit für den Deutschen Fernsehfunk war die Studioaufzeichnung des Theaters der Jungen Welt mit dem Theaterstück Der Weg ins Leben (mit Günther Arndt, Ursula Dippold, Ludwig Friedrich), eine Makarenko-Adaption nach einem Drehbuch von Miloslav Stehlik.
Ab den 1960er-Jahren verließ Stauder das Theater und arbeitete (nach zweijähriger Assistenzzeit bei Konrad Wolf) ab 1958 für den Deutschen Fernsehfunk, so führte er Regie bei mehreren Fernsehfilmen, meist Komödien wie die Balzac-Adaption Der Fächer der Madame de Pompadour (1964, mit Paul Lewitt, Walter Lendrich, Helga Raumer) oder die Wedekind-Adaption Der Kammersänger (1964), mit Rolf Ludwig, Marion van de Kamp und Adolf Peter Hoffmann in den Hauptrollen.
Im Jahr 1951 wurden die von ihm als Autor verfassten Theaterstücke 2 : 1 für Irmgard und Wer seine Frau lieb hat … uraufgeführt. Für die Tätigkeit als Stückeschreiber nutzte er das Pseudonym Jakob Jostau.
Er war bis zu seiner Scheidung 1962 mit der Schauspielerin Ingeborg Naß verheiratet.

## Filmografie
- 1954: Der Weg ins Leben (Studioaufzeichnung)
- 1955: Wer seine Frau lieb hat … (Vorlage)
- 1955: Der Teufel vom Mühlenberg (Schauspieler)
- 1955: Ernst Thälmann – Führer seiner Klasse (Schauspieler)
- 1959: Schneider Wibbel (Fernsehkomödie)
- 1959: Ultimatum (Fernsehspiel)
- 1959: Das schwarze Schaf (Fernsehschwank)
- 1960: Die Gänse von Bützow (Fernsehkomödie)
- 1960: Das krumme Gewerbe (Fernsehkomödie)
- 1961: Weekend im Paradies (Fernsehschwank)
- 1961: Fünf Tage – Fünf Nächte (Schauspieler)
- 1961: Der Meisterboxer (Fernsehschwank)
- 1961: Stöpsel (Fernsehschwank)
- 1961: Der keusche Lebemann (Fernsehschwank)
- 1962: Eine Geschichte aus dem alten Berlin
- 1962: Hulla di Bulla (Fernsehschwank)
- 1963: Wenn du denkst, du hast’n (Fernsehschwank)
- 1963: Zu vermieten (Fernsehspiel)
- 1964: Der Kammersänger (Fernsehdrame)
- 1965: Die kriminelle Hochzeitsnacht (Fernsehdrama)